# Пол: Секретный материальчик
«Пол: Секретный материальчик» (англ. Paul) — кинокомедия режиссёра Грега Моттолы. Главные роли в фильме исполняют Саймон Пегг и Ник Фрост, которые также являются сценаристами картины. Пришельца Пола в оригинале озвучивает Сет Роген, в русском дубляже — Павел Воля.
Премьера в Великобритании состоялась 14 февраля 2011 года, в США — 18 марта. В России фильм вышел на экраны 24 марта.

## Сюжет
1947 год. Моркрофт, штат Вайоминг. Живущая на одиноко стоящей ферме девочка Тара Уилтон выпускает на улицу своего пса Пола, на которого падает летающая тарелка. Правительственные агенты забирают тарелку на свою базу в Неваде (Зона-51), а её пилота называют в честь погибшего животного.
Наши дни (2011 год), Сан-Диего, штат Калифорния. Два англичанина средних лет, художник-иллюстратор Грэм Вилли (Саймон Пегг) и писатель-фантаст Клайв Голлингс (Ник Фрост), друзья детства и отпетые нёрды, осуществляют свою давнюю мечту приехать в Америку и попасть на знаменитый фестиваль «Комик-кон», где им даже довелось пообщаться с легендой среди писателей, но очень «скользким типом», Адамом Шедоучайлдом, которому Клайв показал свой графический роман «Джэлва, Королева-Пришелец Варлаков» (аллюзия на «Зену — Королеву Воинов» и «Принцессу Марса» Эдгара Райса Берроуза, а каждый, кто видит иллюстрацию Грэма — инопланетянку с тремя грудями — комментируют это словом «Зачётно!»). Однако посещение «Комик-кона» — лишь часть «большого путешествия британцев в Америке»: они собираются проехаться в арендованном доме на колёсах по памятным НЛО-местам: Зона 51, «Чёрный почтовый ящик» в Неваде, город Розвелл, штат Нью-Мексико.
С раннего утра друзья следуют своему маршруту, останавливаются в местечке Васкес-Рокс, потом обедают в небольшом тематическом НЛО-кафе с добродушной хозяйкой Пэт Стивенс, откуда, правда, им пришлось спешно уходить из-за пары реднеков, чей пикап они испортили при отъезде. Ночью они доезжают и фотографируются на фоне Чёрного почтового ящика, откуда спешно уезжают, увидев огни фар на пустой дороге, опасаясь худшего: мстительных реднеков или «людей в чёрном». Однако это оказывается обычный седан, чей водитель не справляется с управлением и падает в кювет. Выйдя посмотреть, что с ним, друзья решают позвонить спасателям, но к ним выходит инопланетянин полутора метров ростом, похожий на типичного «грея» — правда, в шортах, с рюкзаком за плечами и сигаретой в зубах. Реакция героев разделяется: Клайв, всю жизнь мечтавший встретить пришельца (позже он говорил, что эта мечта у него с тех пор, как он посмотрел «Чужого»), мочится и падает в обморок; Грэм же, находясь в небольшом шоке, с удивлением узнаёт, что инопланетянина зовут Пол, он говорит по-английски и вообще ведёт себя как «взрослая» версия Гордона Шамуэя. Пол нуждается в помощи, так как его преследуют агенты спецслужб.
Вскоре после отъезда друзей на место аварии прибывает человек в чёрном костюме (Зойл), он замечает неприятную на вкус лужицу и сообщает по рации, что беглец ускользнул; ему отправляют в помощь двух новичков, недалёких Хаггерда и О’Рейли. Они устраивают на дороге пост и досматривают фургон Грэма и Клайва. Пола они не видят, поскольку тот может становиться невидимым, для чего ему нужно задержать дыхание.
По дороге в Вайоминг Пол рассказывает друзьям о том, чем занимался все эти годы на Земле. Во время остановки на ночлег они знакомятся с одноглазой Руфью, дочерью владельца парковки. Отец Руфи, Мозес, набожен до фанатизма и привил дочери такие же религиозные чувства, отчего не собирается даже вести её к окулисту. Друзья вынуждены похитить девушку, так как она видела Пола, впав с ним в полемику по вопросам науки и религии. Прибывший Зойл с помощниками отправляется в погоню; отец также решает вернуть дочь, настроив радио в машине на их частоту.
Руфь очнулась в фургончике и начала вопить и называть Пола демоном и «посланником самого Сатаны», а после, стараясь заглушить доводы окружающих об ошибочности её убеждений, падает на колени и начинает петь «О, благодать». Пол, потеряв терпение, одним прикосновением делится с ней своими знаниями, после провернув такое же и с Грэмом по его просьбе. Так Руфь открывает для себя многообразие мира и надуманность религиозных запретов, отчего пускается во все тяжкие: начинает ругаться матом и трогать мужчин за причинные места. Пол также вылечивает слепой глаз Руфи, и теперь ей не нужно прикрывать его чёрной линзой на очках. Остановившись в захолустном баре, Руфь звонит отцу, её перехватывают и отслеживают Зойл, Хаггерд и О’Рейли. Руфь натыкается на отца. В баре завязывается драка, в которой участвуют уже знакомые реднеки, а Мозес Багс оказывается оглушён; после неё герои спасаются бегством и прячутся в лесу неподалёку. Там, сидя у костра, Руфь впервые употребляет «особый сорт» марихуаны, от чего падает в обморок. В довершении своего рассказа о времени, проведённом на базе, где он передал правительству США все свои знания о науке, космосе и прочем (он также был консультантом Стивена Спилберга и Криса Картера), Пол сообщает, что последнее, что он может дать людям — только свои способности, для детального изучения которых нужны его стволовые клетки. Один друг помог Полу связаться с земляками и назначить время и место эвакуации домой, но операцию перенесли на день раньше, отчего Полу пришлось угнать машину, которую он разбил. Теперь у него два пути: либо доехать до места встречи и покинуть Землю, либо лишиться жизни на операционном столе в Зоне 51.
Утром, пытаясь пробраться через оживлённый город обратно к фургону, Полу подбирают маскировку в магазине игрушек, но после столкновения с агентами Хаггердом и О’Рейли в магазине комиксов всем вновь приходится бежать. Разъярённый Зойл приказывает двум балбесам возвращаться на базу, но Хаггерд, считающий, что поимка пришельца продвинет их по карьерной лестнице вверх, вместе с напарником продолжают погоню.
Пол хочет продолжить путь сам, чтобы не подвергать друзей опасности, но Руфь, Грэм и Клайв отказываются бросать его. Украв из магазина необходимые для подачи сигнала фейерверки (остаток наличных Клайв спустил на реплику катаны «Чёрный Вампир»), Пол говорит друзьям, что нужно заехать в Моркрофт, на ту самую ферму, куда упал его корабль 60 лет назад. Постаревшая Тара, которая выхаживала Пола до того, как за ним приехали правительственные агенты, считалась все эти годы сумасшедшей, отчего живёт в полном одиночестве и злобе на Пола. Однако, увидев того самого пришельца и поняв, что она не сошла с ума, прощает его, а Пол в ответ возвращает ей плюшевого мишку. Приехавший на ферму Зойл хочет тихо войти в дом, но этому мешают явившиеся со слезоточивым газом Хаггерд и О’Рейли (последний забирается в дом в противогазе). В сложившейся потасовке Зойл оказывается оглушён ментальным воздействием Пола, О’Рейли выстрелом подорвал с собой дом Тары, который наполнился газом из плиты, а Хаггерд, выстрелив в Мозеса Багса, сам падает с моста в каньон и погибает. Зойл продолжает погоню, не слушая своего начальника, «Большого Брата», который, стараясь не опоздать на бал к губернатору, направляет за беглецами спецназ (незадолго до этого он обещал ему повышение за поимку пришельца).
Компания прибывает к горе Девилс-Тауэр, знакомой по кинофильму «Близкие контакты третьей степени». Запустив фейерверки, они ждут прибытия космического корабля, однако на опушку леса прилетает вертолет с начальницей Зойла на борту. В начавшейся потасовке выясняется, что «другом с базы», который помог Полу сбежать, оказался Зойл, которого Пол много лет назад познакомил с будущей женой, и всё это время Зойл хотел перехватить инопланетянина раньше правительства, чтобы завершить план побега. «Большой Брат» оказывается нокаутирована Тарой, а несколько спецназовцев ранены. Мозес Багз, который пережил выстрел Хаггерда (пуля попала в Библию в нагрудном кармане куртки), пытается выстрелом из ружья убить Пола, но вместо этого попадает в Грэма. Пол, рискуя своей жизнью, воскрешает его; бывший свидетелем этого Мозес приписывает это «божьему провидению». Пришедшая в себя «Большой Брат» целится в Пола из револьвера, но погибает от резко опустившейся на неё аппарели летающей тарелки.
«Греи» лечат всех раненых, а Пол прощается с друзьями-землянами, прихватив с собой Тару, пытаясь тем самым искупить 60 лет её разрушенной жизни, а также роман Клайва, открыв друзьям, что свои произведения написал не Адам Шедоучайлд, а сам Пол. Тарелка залетает внутрь большого корабля пришельцев, который потом совершает сверхсветовой прыжок.
Проходит два года. Клайв и Грэм вновь оказываются на «Комик-кон», где пользуются бешеной популярностью. Руфь оказывается девушкой Грэма (она нарядилась принцессой Леей, замаскировавшуюся под охотника за головами), из-за отношений с которым решила отказаться от плана «много ругаться и блудить». Зойл покинул госслужбу и стал начальником службы безопасности конвента. Как оказывается, Клайв и Грэм написали графический роман, завоевавший почти все премии «Небула», а открытие их отдельного стенда представлял сам Адам Шедоучайлд. На открытии стенда присутствовали Пэт Стивенс, которой было отведено особое место в первой главе романа. Нетрудно догадаться, что роман, написанный «парой английских нёрдов», носит название «Пол: Секретный материальчик».

## В ролях
- Саймон Пегг — Грэм Вилли
- Ник Фрост — Клайв Голлингс
- Джейсон Бейтман — специальный агент Лоренцо Зойл
- Кристен Уиг — Руфь Багз
- Джеффри Тэмбор — Адам Шедоучайлд (Адам Тёмный)
- Билл Хэйдер — агент Хэггард
- Джейн Линч — Пэт Стивенс
- Сигурни Уивер — Большой Брат, начальница Зойла
- Блайт Даннер — Тара Уилтон
- Джо Ло Трульо — агент О’Рэйли
- Джон Кэрролл Линч — Мозес Багз, отец Руфь
- Дэвид Кокнер — Гас

### Озвучивание
- Сет Роген — Пол